# Uganda i olympiska sommarspelen 1968
Uganda deltog med 11 deltagare vid de olympiska sommarspelen 1968 i Mexico City. Totalt vann de en silvermedalj
och en bronsmedalj.

## Medaljer

### Silver
- Eridari Mukwanga - Boxning, bantamvikt.

### Brons
- Leo Rwabwogo - Boxning, flugvikt.